# Good Kid, M.A.A.D City
Good Kid, M.A.A.D City (hay viết cách điệu là good kid, m.A.A.d city) là album phòng thu thứ hai của rapper người Mỹ Kendrick Lamar. Album được Top Dawg Entertainment, Aftermath Entertainment phát hành ngày 22 tháng 10 năm 2012 và phân phối bởi Interscope Records. Album đóng vai trò là màn ra mắt hãng thu âm của Lamar sau khi anh ký hợp đồng với Aftermath và Interscope đầu năm 2012. Album được xếp phát hành trước album đầu tay của Kendrick Section.80 vốn được phát hành độc quyền qua iTunes Store một cách độc lập.